# Limnophyes fujionus
Limnophyes fujionus är en tvåvingeart som beskrevs av Sasa 1985. Limnophyes fujionus ingår i släktet Limnophyes och familjen fjädermyggor. Inga underarter finns listade i Catalogue of Life.